# Man o’ War

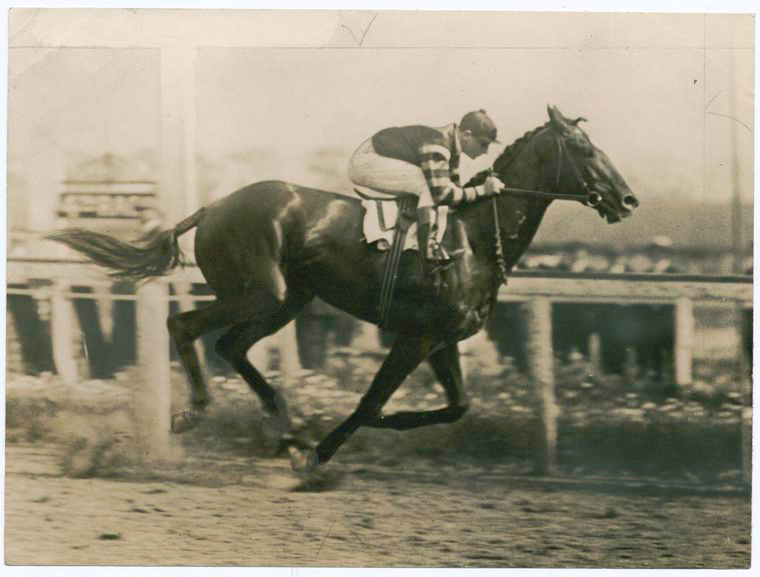
Man o’ War w 1920.

Man o’ War (ur. 29 marca 1917, zm. 1 listopada 1947) – amerykański koń wyścigowy pełnej krwi angielskiej. Syn ogiera Fair Play i klaczy Mahubah. Znajduje się na pierwszym miejscu rankingu Najwybitniejszych Koni Wyścigowych XX wieku według magazynu The Blood-Horse. Uważany jest za jednego z najwybitniejszych koni wyścigowych w historii.

## Życiorys
Man o’ War był kasztanowatym ogierem z białą gwiazdką i strzałką na czole. Urodził się w Nursery Stud niedaleko Lexington w stanie Kentucky. Wyhodował go Augustus Belmont Jr. Niedługo potem mężczyzna wyruszył na wojnę, a jego żona nazwała konia na jego cześć. Rodzina miała zamiar wystawiać konia w gonitwach, ale ostatecznie podjęli decyzję o likwidacji stadniny. Man o’ War trafił na aukcję roczniaków, gdzie został sprzedany za 5000 dolarów (w 2018 to odpowiednik 83 000 $). Zakupił go Samuel D. Riddle i zabrał go do Glen Riddle Farm niedaleko Berlin w stanie Maryland. Rok później Riddle dostał ofertę 400 000 dolarów za konia, jednak odmówił.
Jako dojrzały koń, Man o’ War mierzył 169 cm wzrostu. Miał silne nogi, mocne kości i wysoko osadzoną głowę. Nazywano go „Big Red”. Miał niezwykle długi krok – od ok. 7 do 8,5 metra, co w tamtych czasach uważano za najdłuższy krok jaki kiedykolwiek widziano u konia wyścigowego.
Trenerem konia został Louis Feustel, a dosiadał go Johnny Loftus. Na początku miał spore problemy z okiełznaniem walecznego temperamentu konia – zrzucał jeźdźców i utrudniał współpracę. Dopiero z czasem normalne trenowanie z nim stało się możliwe. Feustel mówił, że „walczył jak tygrys”. Koń nawiązał silną więź z Frankiem Loftusem, który opiekował się nim na co dzień.

### Sezon 1919
Man o’ War zadebiutował na torze Belmont Park, wygrywając gonitwę Maiden o 6 długości. Zaledwie trzy dni później wziął udział w kolejnej gonitwie, wygrywając bieg na błotnistym torze. Dwanaście dni później wygrał Youthful Stakes na torze Jamaica Race Course. Dwa dni później wygrał Hudson Stakes na torze Aqueduct. Było to jego czwarte zwycięstwo w ciągu zaledwie osiemnastu dni. Niecałe dwa tygodnie później wygrał Tremont Stakes. 2 sierpnia wygrał United States Hotel Stakes, pomimo kiepskiego startu i niesienia dużej wagi.

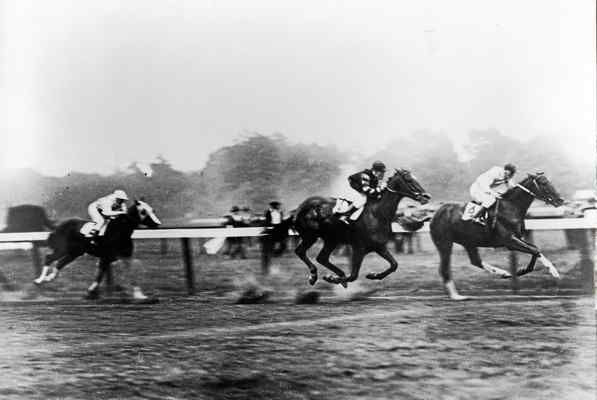
Man o’ War i Upset, Sanford Memorial Stakes 1919.

13 sierpnia niespodziewanie przegrał Sanford Memorial Stakes o szyję z koniem Upset. Było to spowodowane złym startem konia – w tamtych czasach nie istniały maszyny startowe. Zamiast tego, na torze rozciągano linkę, a konie krążyły za nią. Gdy została opuszczona na ziemię, bieg rozpoczynał się. W momencie opuszczenia linki, Man o’ War był ustawiony tyłem do niej, co spowodowało duże straty na starcie. Przegrana jedynie polepszyła reputację konia – doceniono to, że udało mu się nadrobić straty.
Dziesięć dni później Man o’ War zrewanżował się z koniem Upset, wygrywając Grand Union Hotel Stakes. Po tym wyścigu Johnny Loftus powiedział, że to najlepszy koń, na jakim kiedykolwiek jeździł.
Zaledwie tydzień później stanął do Hopeful Stakes z pulą nagród 30 000 dolarów, co było największą sumą za wyścig w tamtych czasach. Man o’ War opóźnił wyścig o dwanaście minut, kilka razy przedzierając się przez linię startu. Mimo tego wygrał bieg o sześć długości ze „śmieszną łatwością”. 14 września wygrał Futurity Stakes. Zakończył sezon z 9 zwycięstwami na 10 startów. Nagrodzono go tytułem najlepszego dwuletniego ogiera.

### Sezon 1920

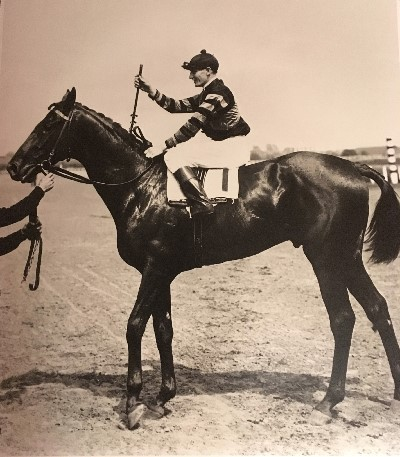
Man o’ War po wygraniu Belmont Stakes w 1920.

Konia zaczął dosiadać Clarence Kummer, gdyż Johnny Loftus nie uzyskał licencji dżokejskiej na ten rok. Właściciel konia postanowił, że nie wystawi go w Kentucky Derby, ponieważ chciał skupić się na starcie w Preakness Stakes, ponieważ gonitwa ta odbywa się niedaleko jego farmy. Nie przepadał też za wyścigami w Kentucky i uważał, że Man o’ War nie jest gotowy do startu w tej gonitwie. Swoją decyzją zaprzepaścił jego szanse na zostanie drugim zdobywcą Triple Crown w historii Stanów Zjednoczonych.
Jego pierwszym startem jako trzylatek było Preakness Stakes, które odbyło się 18 maja. Wygrał o 1 1⁄2 długości. Jedenaście dni później wygrał Withers Stakes, ustanawiając rekord krajowy 1:354⁄5 na dystans jednej mili. 12 czerwca wystartował w Belmont Stakes, gdzie dał jedno z najwspanialszych widowisk w swojej karierze – prowadził od początku do końca i wygrał o 20 długości. W trakcie wyścigu ustanowił rekord świata, osiągając czas 2:141⁄5. Został on pobity dopiero w 1961 (na nawierzchni trawiastej) oraz w 1991 (na nawierzchni piaszczystej. Dziesięć dni później z łatwością wygrał Stuyvesant Handicap, ścigając się z tylko jednym rywalem. 10 lipca wygrał Dwyer Stakes, ustanawiając rekord świata 1:49 1/5 na dystansie 1 1⁄8 mili. 7 sierpnia wystartował w Miller Stakes. Przed wyjściem na tor, pilnowało go aż dwunastu ochroniarzy agencji Pinkerton. W trakcie wyścigu dosiadał go Earl Sande, ponieważ Clarence Kummer był kontuzjowany. Man o’ War wygrał Miller Stakes o 6 długości.
17 sierpnia po treningu wykazywał oznaki kulawizny, ale szybko wrócił do zdrowia. Cztery dni później wygrał Travers Stakes, wyrównując rekord, który rok wcześniej ustanowił Sir Barton, pierwszy zdobywca Triple Crown.
Następnie Riddle wystawił go w Lawrence Realization Stakes, jednak gdy jedyny rywal został wycofany, Man o’ War niemal wygrał walkowerem. Zmieniło się to, gdy siostrzenica Riddle'a zapisała swojego konia. Z powodu takiej małej konkurencji, Riddle ogłosił, że dżokej konia nie pozwoli mu na pokazanie jego prędkości. Wtedy wrócił jego regularny dżokej, Clarence Kummer. Zgodnie z zaleceniami właściciela, nie wstrzymywał ani nie popędzał konia, biegł tak jak chciał. Man o’ War wygrał z przewagą ponad ćwierć mili, oficjalnie uznano, że zwyciężył o 100 długości. Pobił również rekord świata 2:40 4/5 na dystansie 2,6 km. W 1956 rekord ten pobił jego prawnuk, Swaps.
Kolejnym jego startem było Jockey Club Gold Cup. Organizatorzy obiecywali podwyższyć pulę nagród, jeżeli trójkoronowany Sir Barton również wystartuje, ale koń potrzebował więcej czasu na regenerację po poprzednim wyścigu. Dwa lata starszy od Man o’ War'a Exterminator – inny wybitny koń wyścigowy tamtych czasów, również nie wystartował z powodu wagi, jaką musiałby nieść podczas gonitwy. Ostatecznie Man o’ War wystartował w Jockey Club Gold Cup z tylko jednym przeciwnikiem i wygrał o 15 długości.
Następnie pobiegł w Potomac Handicap, gdzie startował również jego rówieśnik i zwycięzca Kentucky Derby – Paul Jones. Man o’ War wygrał bez problemu, ale wysoka waga, którą musiał nieść oraz źle utrzymana nawierzchnia toru zrobiły swoje i koń zszedł z toru z opuchniętym ścięgnem.
Ostatnim wyścigiem w jego karierze miało być Gold Cup na torze Kenilworth Park w Windsor, Ontario w Kanadzie. Początkowo mieli pobiec Man o’ War, Sir Barton i Exterminator – najwybitniejsze konie wyścigowe tamtych czasów. Ostatecznie Exterminator nie wystartował, ponieważ Riddle i właściciel Sir Bartona umówili się na dystans 1 1⁄4 mili, który był za krótki dla Exterminatora i nie umożliwiał mu pokazania się z najlepszej strony. Exterminator tego samego dnia pobiegł w innej gonitwie.
Man o’ War z łatwością pokonał zdobywcę Triple Crown. Wygranie tego wyścigu uczyniło go najlepiej zarabiającym koniem wyścigowym tamtych czasów, a statuetka, którą jego właściciel odebrał w kręgu zwycięzców, została podarowana przez żonę Riddle'a torowi w Saratodze. Podobne trofeum jest wręczane teraz zwycięzcom Travers Stakes.

### Odejście na emeryturę
Man o’ War zakończył karierę z 20 zwycięstwami na 21 startów i zarobkami 249 465 dolarów.
Przyczyną, dla której Riddle postanowił zakończyć karierę konia, była waga, jaką musiałby nosić w czasie gonitw. By wyrównać szanse, lepszym koniom dawano większy ciężar. Jako dwulatek, Man o’ War nosił 59 kg, podczas gdy mało który koń w jakimkolwiek wieku miał taki ciężar. W wieku trzech lat nosił nawet 63 kg, o 15 kg więcej niż jego rywale. Gdyby ścigał się jako czterolatek, musiałby nosić co najmniej 64 kg, a waga ta rosłaby dopóki by nie przegrał lub nabawił się kontuzji. Z tego powodu przeszedł na emeryturę.

## Emerytura
Emeryturę spędzał na Faraway Farm, gdzie regularnie był odwiedzany przez grona fanów – ponad 500 tysięcy osób zapisało się w księdze gości, a łącznie odwiedziło go ponad 1,5 miliona osób. Przez resztę życia opiekował się nim Will Harbut, z którym nawiązał niezwykle silną więź – w 1941 pojawili się razem na okładce Saturday Evening Post.
Man o’ War był wiodącym reproduktorem w Stanach Zjednoczonych w 1926 oraz drugim wiodącym w latach 1928, 1929 i 1937. Spłodził około 381 źrebiąt, spośród których 62 zwyciężały w gonitwach typu „Stakes”. Wśród nich byli:
- War Admiral (zdobywca Triple Crown z 1937 roku)
- American Flag (zwycięzca Belmont Stakes z 1925 roku)
- Crusader (zwycięzca Belmont Stakes z 1926 roku)
- Clyde Van Dusen (zwycięzca Kentucky Derby z 1929 roku)

Jeden z jego synów, Hard Tack, był ojcem Seabiscuita.
Man o’ War miał ogromny wpływ na hodowlę dzisiejszych koni wyścigowych. Znajduje się w rodowodach takich koni jak American Pharoah, Justify, Nijinsky, Sir Ivor, Kelso, La Troienne, Seattle Slew, Buckpasser, Dr. Fager czy Raise A Native.

## Śmierć

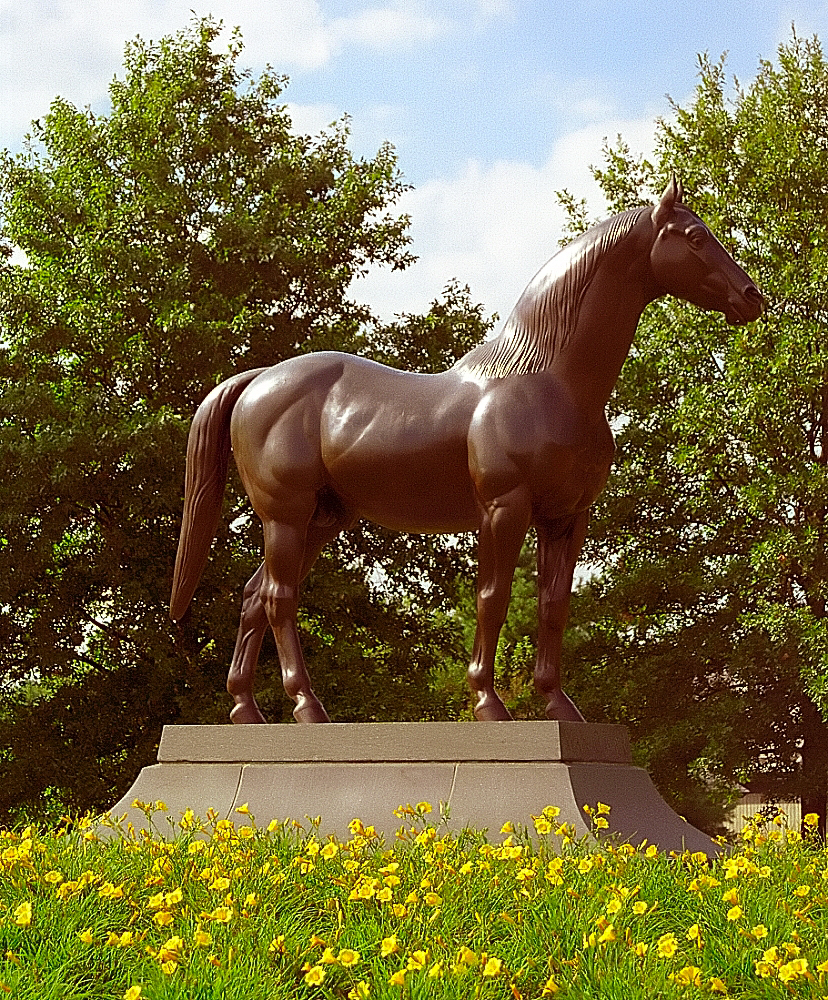
Man o’ War – Kentucky Horse Park.

W 1943 roku zaczęły się jego problemy z sercem. Z tego powodu zakończył karierę reproduktora. 1 listopada 1947 roku padł na zawał serca, niecały miesiąc po tym, jak zmarł jego opiekun i przyjaciel, Will Harbut. Pogrzeb konia był transmitowany przez Radio NBC. Artykuł w The New York Times stwierdził:
„Żaden inny koń nigdy nie zdobył takiej sławy jak Man o’ War. [...] Nikt nie był bardziej uwielbiany przez wierną i podziwiającą go publiczność. Niewiele koni żyło tak długo jak on. [...] Man o’ War udał się na Pola Elizejskie, gdzie idą wszystkie dobre konie.”
Man o’ War został zabalsamowany i pochowany w trumnie wyłożonej jedwabiem z kolorami wyścigowymi stajni Riddle’a – czarnym i złotym. Pochowano go na Faraway Farm, jednak na początku lat 70. jego trumna ze szczątkami została przeniesiona do Kentucky Horse Park, gdzie jego grób jest oznaczony statuetką rzeźbiarza Herberta Haseltine’a.